# قائمة أعمال أحمد مظهر
هذه قائمة بمعظم الأعمال التي شارك بها أحمد مظهر

## أفلام
- الشيماء (سميرة أحمد).
- دعاء الكروان (فاتن حمامة).
- رد قلبي (مريم فخر الدين، شكري سرحان).
- الجريمة الضاحكة (سعاد حسني).
- لصوص لكن ظرفاء (عادل إمام).
- الناصر صلاح الدين.
- غصن الزيتون (سعاد حسني) - عن قصة الكاتب محمد عبد الحليم عبد الله.
- الأيدي الناعمة (صلاح ذو الفقار، صباح، ليلى طاهر).
- النظارة السوداء (نادية لطفي) - عن قصة إحسان عبد القدوس.
- الزوجة العذراء.
- الليلة الأخيرة.
- النمر الأسود (أحمد زكي، وفاء سالم).
- جميلة.
- وا إسلاماه عن قصة العملاق الكبير على أحمد باكثير وأدى فيه دور سيف الدين قطز.
- فيلم اضواء المدينة مع شاديه وعادل امام
- ليلة الزفاف (سعاد حسنى) عن قصة توفيق الحكيم.
- عتبة الستات.
- رغبات.
- الجاسوسة حكمت فهمي.
- دموع صاحبة الجلالة
- الخادم.
- العصابة.
- بكرة أحلى من النهاردة.
- ابنتى والذئاب
- ريال فضة.
- حكاية في كلمتين.
- الاتحاد النسائي.
- شفيقة ومتولي (أحمد زكى وسعاد حسنى)
- العمر لحظة (ماجدة).
- خطايا الحب
- جنون الحب
- ألف بوسة وبوسة
- ميعاد مع سوسو.
- مكان للحب.
- حبيبة غيرى
- شهيرة.
- على ورق سوليفان
- امرأتان
- الرداء الأبيض
- الأخوة الأعداء
- كلمة شرف (فريد شوقى)
- الشحات
- رحلة العمر
- بيت من رمال.
- إمبراطورية ميم (فاتن حمامة).
- أضواء المدينة
- الظريف والشهم والطماع.
- مذكرات الآنسة منال
- خطيب ماما
- شقة مفروشة
- حب المراهقات (ميرفت أمين).
- الحب والثمن
- شارع الملاهى
- أكاذيب حواء
- نادية
- ليلة واحدة.
- لقاء الغرباء
- نفوس حائرة.
- أيام الحب.
- اللقاء الثاني.
- المخربون
- معسكر البنات
- من أحب
- القاهرة 30 (سعاد حسنى)
- المراهقة الصغيرة
- بيت عنتر
- العنب المر
- دعنى والدموع
- اللهب
- القاهرة
- نار في صدرى
- الليلة الأخيرة
- المتمرة
- مع الذكريات
- حيرة وشباب
- صراع الجبابرة
- الضوء الخافت
- غدا يوم آخر
- غرام الأسياد (لبنى عبد العزيز - عمر الشريف)
- حياة وأمل
- لن أعترف
- عمالقة البحار
- حب في حب
- عاد الحب
- لوعة الحب
- أنا بريئة
- العتبة الخضراء (إسماعيل ياسين)
- نور الليل
- آخر من يعلم
- إسماعيل ياسين بوليس حربى
- الطريق المسدود
- غريبة
- بورسعيد
- طريق الأمل
- رحلة غرامية
- ظهور الإسلام
- المراهقة الصغيرة
- البنادق والغضب 1980 وهو فيلم إنتاج اجنبى للمنتج تونى زاراندست وهو بطوله بيتر جريفز وكاميرون ميتشل واحمد مظهر والفنان الشاب عمرو سهم ومجدى وهبه

## المسلسلات
- ضمير أبلة حكمت (فاتن حمامة).
- ضد التيار (سميرة أحمد).
- برديس.
- الحب في حقيبة دبلوماسية (صلاح ذو الفقار).
- ليالي الحلمية - الجزء الأول.
- رقيب لا ينام.
- لا اله الا الله - الجزء الأول.
- ومشيت طريق الأخطار
- على هامش السيرة
- الفارس الملثم ج1.
- الفارس الملثم ج2.
- نور الإسلام.
- القضاء في الإسلام ج6
- بنات الثانوية
- ألف ليله وليله على بابا والأربعين حرامي
- عصر الفرسان